# Bärbel Wöckel
Bärbel Eckert-Wöckel (Lipsia, 21 marzo 1955) è un'ex velocista tedesca.
Nel corso della propria carriera ha vinto 4 medaglie d'oro ai Giochi olimpici, divise equamente tra Montréal 1976 e Mosca 1980. Attualmente lavora nella federazione tedesca di atletica leggera.

## Biografia

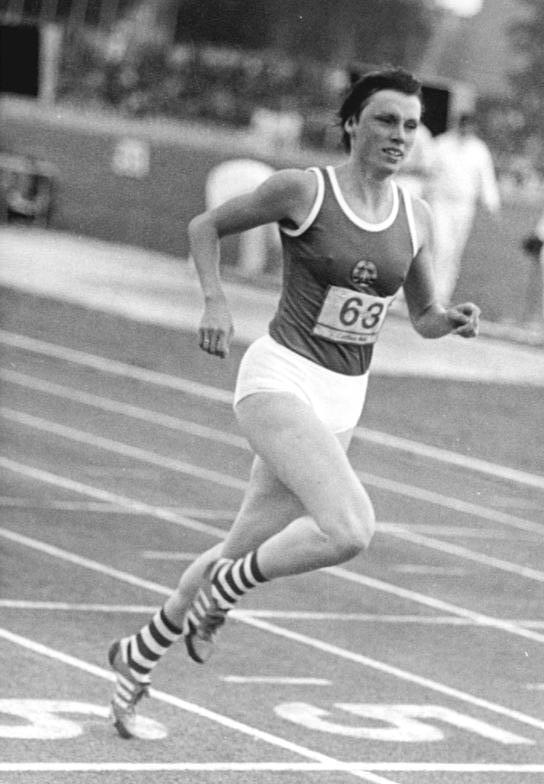
Bärbel Wöckel durante una competizione nel 1980.

Il suo esordio in campo internazionale avvenne ai Campionati europei del 1974 a Roma, dove vinse la medaglia d'oro nella staffetta 4×100 metri con il record mondiale di 42"51.
Due anni dopo fece il suo debutto olimpico, partecipando ai Giochi di Montréal del 1976; qui vinse ben due medaglie d'oro, nei 200 metri piani e nella staffetta 4×100 metri, stabilendo altrettanti record olimpici. Nei 200 m precedette Annegret Richter e la connazionale Renate Stecher, campionessa olimpica uscente; nella staffetta 4×100 metri le tedesche dell'est ebbero la meglio delle squadre della Germania Ovest e dell'Unione Sovietica.
Ai Giochi olimpici di Mosca 1980, segnati dal boicottaggio degli Stati Uniti d'America, si riconfermò campionessa in entrambe le specialità, portandosi a casa nuovamente due medaglie d'oro. Nei 200 metri vinse in 22"03, nuovo record olimpico, davanti alla sovietica Natalia Bochina ed alla giamaicana Merlene Ottey; nella prova della staffetta 4×100 condusse la squadra della Germania Est all'oro con il tempo di 41"60, nuovo record mondiale, davanti ad Unione Sovietica e Regno Unito.
L'ultimo grande appuntamento della carriera sportiva di Bärbel Wöckel furono i Campionati europei del 1982 ad Atene; nella capitale greca conquistò ben tre medaglie, due d'oro e una d'argento. Nei 100 metri fu seconda in 11"20 dietro alla connazionale Marlies Göhr; nei 200 metri e nella staffetta 4×100 si classificò prima, stabilendo in entrambe le specialità i record dei campionati.

## Palmarès

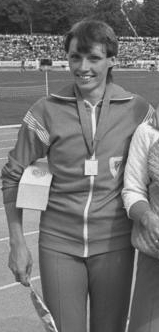
Bärbel Wöckel nel 1984.

| Anno | Manifestazione   | Sede     | Evento      | Risultato | Prestazione | Note                  |
| ---- | ---------------- | -------- | ----------- | --------- | ----------- | --------------------- |
| 1973 | Europei juniores | Duisburg | 200 m piani | Oro       | 22"85       |                       |
| 1973 | Europei juniores | Duisburg | 100 m hs    | Oro       | 13"14       |                       |
| 1973 | Europei juniores | Duisburg | 4×100 m     | Oro       | 44"37       |                       |
| 1974 | Europei          | Roma     | 100 m piani | 7ª        | 11"46       |                       |
| 1974 | Europei          | Roma     | 4×100 m     | Oro       | 42"51       | Record mondiale       |
| 1976 | Giochi olimpici  | Montréal | 200 m piani | Oro       | 22"37       | Record olimpico       |
| 1976 | Giochi olimpici  | Montréal | 4×100 m     | Oro       | 42"55       | Record olimpico       |
| 1980 | Giochi olimpici  | Mosca    | 200 m piani | Oro       | 22"03       | Record olimpico       |
| 1980 | Giochi olimpici  | Mosca    | 4×100 m     | Oro       | 41"60       | Record mondiale       |
| 1982 | Europei          | Atene    | 100 m piani | Argento   | 11"20       |                       |
| 1982 | Europei          | Atene    | 200 m piani | Oro       | 22"04       | Record dei campionati |
| 1982 | Europei          | Atene    | 4×100 m     | Oro       | 42"19       | Record dei campionati |

## Altre competizioni internazionali
1977
- Coppa Europa di atletica leggera ( Helsinki)

1981
- Coppa Europa di atletica leggera ( Zagabria)